# Zhivko Milanov
Zhivko Kirilov Milanov (Sofia, Bulgaria, 15 de julio de 1984) es un futbolista búlgaro, que se desempeña como defensa y que actualmente milita, en el Tom Tomsk de la Liga Premier de Rusia.

## Selección nacional
Ha sido internacional con la Selección de fútbol de Bulgaria; donde hasta ahora, ha jugado 23 partidos internacionales por dicho seleccionado.

## Clubes
| Club         | País     | Año           |
| ------------ | -------- | ------------- |
| Levski Sofia | Bulgaria | 2003-2009     |
| FC Vaslui    | Rumania  | 2010-2013     |
| Tom Tomsk    | Rusia    | 2013-presente |